# Wskaźnik hydraulicznego obciążenia jeziora
Wskaźnik hydraulicznego obciążenia jeziora α (współczynnik intensywności wymiany poziomej) - miara tempa wymiany wody w jeziorze. Definiowany jest jako stosunek objętości wody odpływającej z jeziora do objętości wody w tym zbiorniku i oznacza teoretyczny czas potrzebny na całkowitą wymianę wody.
{\displaystyle \alpha ={\frac {H_{w}}{V}}}
Wskaźnik α = 1 oznacza, że objętość odpływu w ciągu roku równa jest kubaturze wody, α > 1 czas wymiany wody jest krótszy niż rok, gdy α < 1 tempo wymiany jest dłuższe niż rok. Jest to wartość niemianowana. Aby uzyskać czas wymiany wody w latach należy podzielić 1 przez wartość wskaźnika.
Wskaźnik ten ma często charakter jedynie teoretyczny. Bardzo często się zdarza, że w zbiorniku istnieją takie partie, w których woda wymieniana jest dużo wolniej. Są to między innymi: głęboczki, zatoki leżące poza główną drogą prądu strumieniowego, czy strefy poniżej epilimnionu. 
Na podstawie wartości wskaźnika α Zbigniew Pasławski podzielił jeziora na:
- o ustroju aktywnym (α>5), np. Jezioro Łęgowskie, gdzie α = 88,98, czas wymiany wody w latach - 0,01
- o ustroju przeciętnym (1<α<5) np. Jezioro Gopło, gdzie α = 1,02, czas wymiany wody w latach - 0,98
- o ustroju pasywnym (α<1) np. Jezioro Mausz, gdzie α = 0,04, czas wymiany wody w latach - 25